# Saint-Crépin-et-Carlucet

Saint-Crépin-et-Carlucet este o comună în departamentul Dordogne din sud-vestul Franței. În 2009 avea o populație de 493 de locuitori.

## Evoluția populației
| An        | 1975 | 1982 | 1990 | 1999 | 2006 | 2009 |
| --------- | ---- | ---- | ---- | ---- | ---- | ---- |
| Populație | 321  | 310  | 372  | 407  | 463  | 493  |